# Susanne Kippenberger
Pour les articles homonymes, voir Kippenberger.
Susanne Kippenberger (née le 29 août 1957 à Dortmund) est une journaliste et écrivaine allemande.
Elle est la sœur de Martin Kippenberger.

## Biographie
Susanne Kippenberger est la plus jeune de cinq frères et sœurs, elle grandit à Essen. Après des études en lettres et civilisation germanique, anglaise et américaine, elle devient journaliste et autrice.
Elle écrit pour Der Tagesspiegel.

## Publications
Les quatre publications principales de Susanne Kippenberger sont :
- Kippenberger. Der Künstler und seine Familien, 2007[3] - traduit en anglais sous le titre Kippenberger: The Artist and His Families, J&L Books, traduction Damion Searls, 564 pp. [4],[5]
- Am Tisch. Die kulinarische Bohème oder Die Entdeckung der Lebenslust, 2009[6]
- Das rote Schaf der Familie. Jessica Mitford und ihre Schwestern, 2014[7]
- Die Kunst der Großzügigkeit. Geschichten einer leidenschaftlichen Schenkerin, 2020[8]